# 建平府
建平府，是明代交阯承宣布政使司下轄的一個府，明永樂五年六月癸未（1407年7月5日）改建兴府置建平府。治所在懿安县（今越南北部南定省懿安县）。宣德二年（1427）以后地入安南。
領一州；直辖懿安县、安本县、平立县、大湾县、望瀛县，长安州下辖威远县、安谟县、安宁县、黎平县四縣。

明代交阯承宣布政使司

## 沿革
- 明永樂五年六月癸未（1407年7月5日）置建平府，領州一縣九。
- 永樂六年（1408年）十月，废除威远县，領州一縣八。
- 永樂十三年八月二十三日丁亥（1415年9月25日），废除平立县、安谟县，領州一縣六。
- 永樂十七年九月十三日乙卯（1419年10月2日），废除大湾县、望瀛县、黎平县，領州一縣三。
- 宣德二年（1427年）十一月，明军撤退，废除建平府。